# Gabri Veiga
Gabriel "Gabri" Veiga Novas (* 27. Mai 2002 in O Porriño, Provinz Pontevedra, Galicien) ist ein spanischer Fußballspieler, der als zentraler Mittelfeldspieler für Al-Ahli  in der Saudi Professional League spielt.

## Karriere

### Verein
Veiga stammt aus der Jugend von Celta de Vigo. Sein Debüt in der A-Mannschaft gab er im Alter von 17 Jahren am 25. August 2019 beim 2:2-Unentschieden in der Segunda División B gegen Internacional de Madrid. Sein erstes Tor erzielte Veiga am 1. Dezember 2019 bei der 1:6-Niederlage bei CD Atlético Baleares. Veiga spielte über mehrere Jahre in der B-Mannschaft von Celta. Sein Debüt in der ersten Mannschaft – und in La Liga – gab er am 19. September 2020, als er beim 2:1-Heimsieg gegen Valencia CF spät für Renato Tapia eingewechselt wurde.
Sein erstes Profi-Tor erzielte Veiga am 10. September 2022, allerdings bei einer 1:4-Auswärtsniederlage gegen Atlético Madrid. Am darauffolgenden 11. Januar wurde er endgültig in den Profikader befördert und erhielt das Trikot mit der Nummer 24. In der Saison 2022/23 wurde er Stammspieler. Im Februar 2023 wurde Veiga aufgrund seiner guten Leistungen zum Spieler des Monats in La Liga gewählt.
Im August 2023 wechselte er zu Al-Ahli nach Saudi-Arabien. Am 3. Mai 2025 stand er mit Al-Ahli im Finale der AFC Champions League Elite, das man mit 2:0 gegen den japanischen Vertreter Kawasaki Frontale gewann.
Im Juni 2025 wechselte er zum FC Porto.

### Nationalmannschaft
Veiga ist aktueller Juniorennationalspieler Spaniens. Nach sechs Spielen in der U-18-Auswahl debütierte er am 18. November 2022 für die U-21-Nationalmannschaft Spaniens bei einem Freundschaftsspiel gegen Japan, welches die Spanier mit 2:0 für sich entscheiden konnte.

## Erfolge
Al-Ahli
- AFC Champions League Elite-Sieger: 2024/25

## Auszeichnungen
- Spieler des Monats der Primera División: Februar 2023